# Адмирал флота (Великобритания)
Адмирал флота (англ. Admiral of the Fleet) — высшее военно-морское звание Королевского ВМФ Великобритании. Соответствует званию Фельдмаршал (Field Marshal) в Британской Армии, званию Маршал Королевских ВВС (Marshal of the Royal Air Force) в Королевских ВВС и званию Генерал-капитан (Captain General Royal Marines) в Королевской морской пехоте. Является «пятизвёздным» званием (по применяемой в НАТО кодировке — OF-10).
Звание существует в системе военно-морских званий Великобритании, но постоянные присвоения приостановлены в 1996 году.